# Округи Південного Судану

Штати Південного Судану

Південний Судан у 2011-2015 адміністративно був поділений на 10 штатів. Штати, у свою чергу, були поділені на 86 округів (англ. county).

## Вараб
- Західний Гогріаль
- Південний Тондж
- Північний Тондж
- Східний Гогріаль
- Східний Тондж
- Твік

## Верхній Ніл
- Акока
- Бальєт
- Лонгечук
- Майвут
- Малакал
- Маньо
- Мелут
- Насір
- Паньіканг
- Ренк
- Уланг
- Фашода

## Східна Екваторія
- Буді
- Ікотос
- Магві
- Південна Капоета
- Північна Капоета
- Східна Капоета
- Торіт

## Джонглей
- Айод
- Акобо
- Бор
- Дук
- Ньіроль
- Пібор
- Пачелла
- Східний Твік
- Урор
- Фангак

## Західна Екваторія
- Езо
- Західний Мундрі
- Ібба
- Мундрі
- Мволо
- Нагеро
- Нзара
- Східний Мариді
- Тумбура
- Ямбіо

## Західний Бахр-ель-Газаль
- Вау
- Рага
- Річка Джур

## Ель-Вахда
- Аб'ємнхом
- Гуїт
- Коч
- Леєр
- Майєндіт
- Майом
- Паріанг
- Паньїджар
- Рубкона

## Озерний
- Аверіаль
- Вулу
- Західний Йірол
- Квейбет
- Північний Румбек
- Східний Йіроль
- Східний Румбек
- Центральний Румбек

## Північний Бахр-ель-Газаль
- Західний Авейль
- Південний Авейль
- Північний Авейль
- Східний Авейль
- Центральний Авейль

## Центральна Екваторія
- Джуба
- Ей
- Каджо Кеджі
- Лайнья
- Моробо
- Терекека